# Faluga (embarcació)

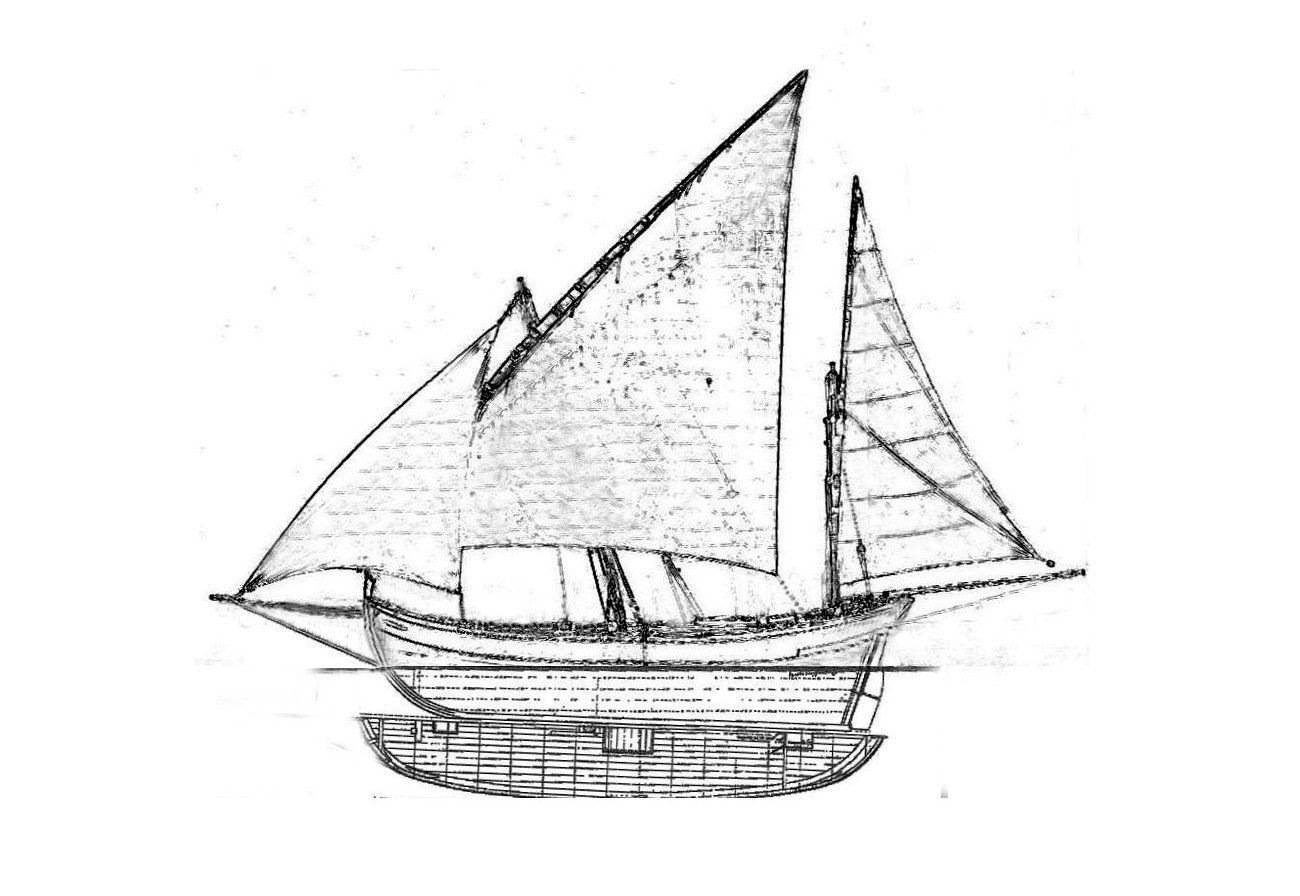
Faluga o barca de mitjana

El terme faluga o falua, s'usa per a designar embarcacions molt diferents, totes en principi derivades del significat original de “embarcació de vela llatina i rems auxiliars”.

## Etimologia
L'origen del terme català “faluga” seria l'àrab “faluwah” (barqueta de càrrega). Una altra versió el faria derivar de “falwa” (egua jove, barqueta), basada en la tradició de les barques cartagineses en les que la proa acabava en l'aplustre, un fris que representava el cap d'un cavall, apart que en el buc hi pintaven dos ulls, que havien de permetre al vaixell veure la ruta, detall copiat en l'ull d'Osiris de les barques malteses. Del català va passar al castellà “faluca” i "falucho" i a altres llengües (filucca, felucca, fellouque, ...). La documentació més antiga en anglès és de 1620-1630.

## Termes associats
Dins del concepte general de faluga com a embarcació hi ha diversos termes relacionats, amb significat contradictori segons els diccionaris consultats.
Els termes més importants són els següents:
- falua
  - 1438. Fugida en una falua.[10]
  - 1756. Vida del Illmo. y Rmo. Sr. el V. P. Fr. Don Joseph Gasch, ex-general de toda la Religión Mínima[11]
  - 1787.”Una falúa a remo conducida por seis muchachas vestidas de blanco”.[12]
  - 1843. “...la tripulacion de la falua real francesa ocupó sus puestos: esta falua habia sido vistosamente adornada con un toldo de seda ...”[13]
  - 2014. Ús del terme en una obra actual.[14]
- faluca 
  - 1674. “Manaren ses senyories ajustar una faluca per dits embaxadors ab sa catifa y un estandart de domàs vermell ...”. Dietaris de la Generalitat de Catalunya. Volum VIII (p..21 del llibre; p. 43/2094 del document pdf)
  - 2006. “Idriss remuntava el Nil amb una faluca de luxe”.[15]
- faluga 
  - 1616. “Los qual partiren en continent ab una faluga” Dietaris de la Generalitat. Volum IV. Anys 1611-1623 (p. 237 del llibre /p. 263/942 del document pdf).
  - 1637.”Anaren al moll y se embarcaren ab dos bargantins o falugas...” Dietaris de la Generalitat. Volum V. Anys 1623-1644 (p. 671 del llibre ; p. 705/2294 del document pdf).
  - 1640. Capítol II. De las obligacions del Coronell Conseller en Cap de Barcelona: “...en temps de guerra ... enviarà dos falugas a descobrir la mar...”[16]
- falutx 
  - 1847. Diccionario castellano-catalan: con una colección de 1670 refranes, Magí Ferrer i Pons, Impr. y Libr. de Pablo Riera.[17]
  - 1858. Los Trobadòrs nous: Col·lecció de poesías catalanas, escullidas de autòrs contemporáneos per Antoni de Bofarull.[18]
  - 1865. Tal farás tal trobarás: drama en tres actes y en vers, Public. Jaume Jepús.[19]
  - 1984. Naufragis a la mar de l'Alt Empordà, Public. Enric Trilla i Morató.[20]
  - 1995. El cònsol Alan Hillgarth i les Illes Balears (1936-1939), Josep Massot i Muntaner, public. L'Abadia de Montserrat.[21]

## Faluga del Nil

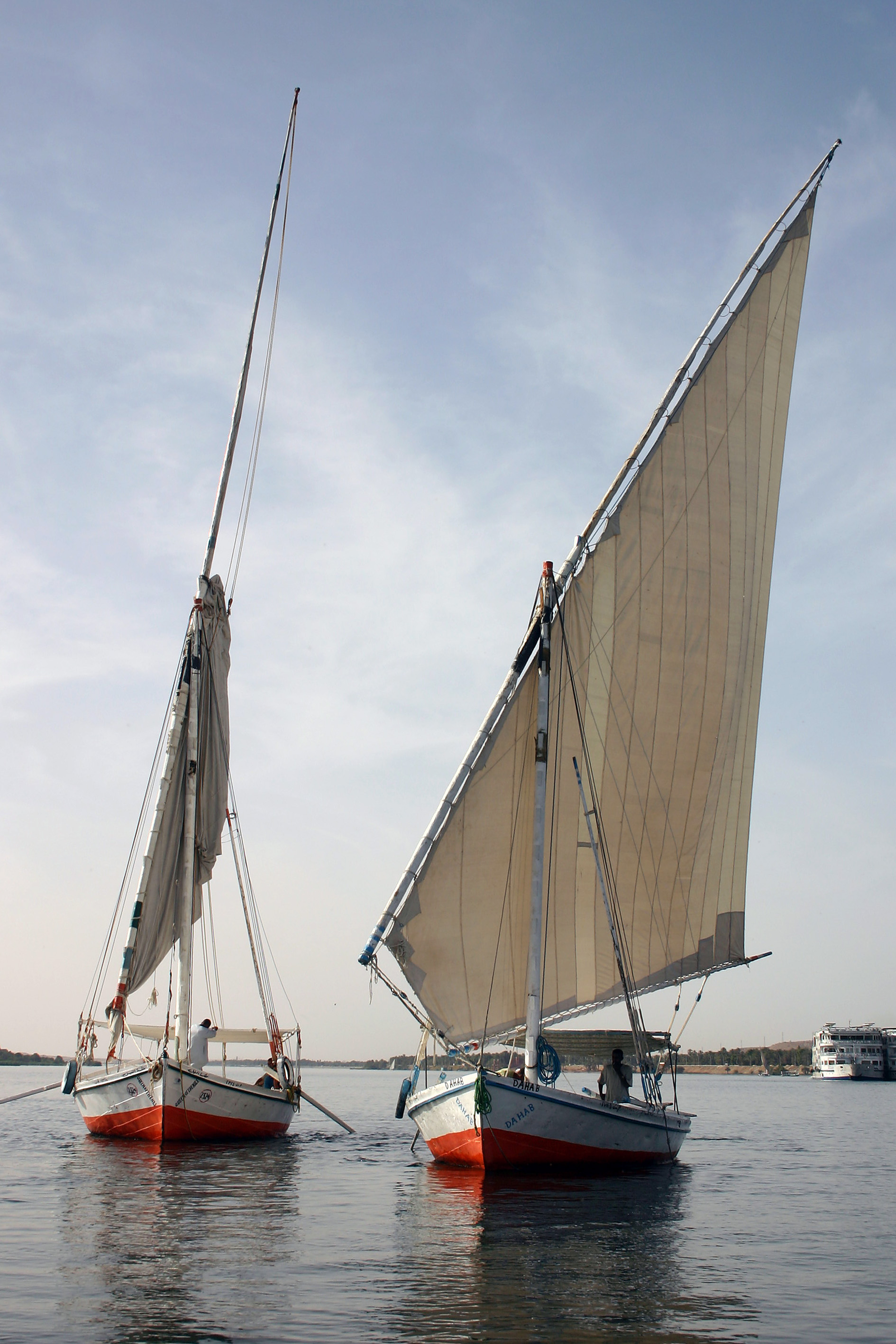
Veles de falugues del Nil. Veure la perxa del pujament.

Les falugues del Nil són embarcacions planes amb un arbre i una vela molt particular que s'assembla molt a una vela mística. De fet és trapeçoidal, com una vela mística, però amb una perxa que deixa rígid el pujament. En una vela mística autèntica el pujament pot adoptar la curvatura que li provoqui la pressió del vent. Hi ha imatges antigues que mostren falugues del Nil amb veles veritablement místiques.
Els viatgers occidentals que visitaren Egipte fa uns dos-cents anys confongueren les veles de les falugues amb veles llatines i anomenaren aquelles barques de riu “feluccas”, igual que les barques amb vela llatina que solcaven el Mediterrani.

## Falutx (barca de mitjana)
El terme “felucca” anglès és més genèric que el castellà “falucho”. “Felucca” inclou les barques llatines d'un arbre i una vela, d'un arbre i dues veles (mestra i floc) i dos arbres i tres veles (mestra, floc i mitjana).
La traducció del “falucho” castellà és “barca de mitjana” o “falutx”. A les Balears “llaguts de tres veles”.

## Falua (barca de rem)
Les “falúas” castellanes corresponen a embarcacions amb molts rems destinades al servei d'un vaixell més gran o d'un port, que s'usen per a transportar persones o mercaderies. Poden disposar de vela o veles auxiliars però, en principi, es mouen amb rems.
El significat de “falua” en català caldria limitar-lo al de barca de rems, hereva de la tradicional “barca de panescalm”.